# Phintella
Phintella är ett släkte av spindlar. Phintella ingår i familjen hoppspindlar.

## Dottertaxa tillPhintella, i alfabetisk ordning[1]
- Phintella abnormis
- Phintella accentifera
- Phintella aequipeiformis
- Phintella aequipes
- Phintella africana
- Phintella albopatella
- Phintella arenicolor
- Phintella argenteola
- Phintella assamica
- Phintella bifurcata
- Phintella bifurcilinea
- Phintella bunyiae
- Phintella caledoniensis
- Phintella castriesiana
- Phintella cavaleriei
- Phintella clathrata
- Phintella coonooriensis
- Phintella debilis
- Phintella dives
- Phintella hainani
- Phintella incerta
- Phintella indica
- Phintella leucaspis
- Phintella linea
- Phintella longirostris
- Phintella lucai
- Phintella lucida
- Phintella lunda
- Phintella macrops
- Phintella melloteei
- Phintella minor
- Phintella multimaculata
- Phintella mussooriensis
- Phintella nilgirica
- Phintella parva
- Phintella piatensis
- Phintella planiceps
- Phintella popovi
- Phintella pygmaea
- Phintella reinhardti
- Phintella singhi
- Phintella suavis
- Phintella suknana
- Phintella vittata
- Phintella volupe